# Префектура Осака
Осака (Јапански:大阪府; Ōsaka-fu) је префектура у Јапану која се налази у региону Кансај на острву Хоншу. Главни град је Осака.